# 6319-es mellékút (Magyarország)
A 6319-es számú mellékút egy szűk öt kilométer hosszú, négy számjegyű mellékút Tolna vármegyében. Az ott észak-déli irányban húzódó 63-as főutat köti össze egy hasonló irányt követő, kisebb forgalmú útvonallal kelet-nyugati irányban, mindkettőt összekapcsolva Kajdacs településsel.

## Nyomvonala
A 63-as főútból ágazik ki, annak 20+800-as kilométerszelvényénél, Kajdacs külterületén. Délnyugat felé indul, másfél kilométer után éri el a település házait, ahol a József Attila utca nevet veszi fel. A harmadik kilométere után, nyugati irányban hagyja el a belterületet, 3,7 kilométer után keresztezi a Sárvíz folyását, és 4,4 kilométer után átlép Kölesd területére. Utolsó méterein keresztezi a Siót és a 6317-es útba torkollva ér véget, annak 18+600-as kilométerszelvénye táján, Kölesd Borjád nevű településrészének északi peremén.
Teljes hossza, az országos közutak térképes nyilvántartását szolgáló kira.gov.hu adatbázisa szerint 4,880 kilométer.